# 鲍勃·卡迈克尔
鲍勃·“纳伊”·卡迈克尔（英語：Bob "Nails" Carmichael，1940年7月4日—2003年11月18日），澳大利亚已故男子网球运动员，1968年成为职业球手。他曾在1975年澳大利亚网球公开赛搭档艾伦·斯通获得男子双打亚军。